# Дюнтсенайм
Дюнтсена́йм (фр. Duntzenheim [duntsənajm]) — коммуна на северо-востоке Франции в регионе Гранд-Эст (бывший Эльзас — Шампань — Арденны — Лотарингия), департамент Нижний Рейн, округ Саверн, кантон Буксвиллер. До марта 2015 года коммуна административно входила в состав упразднённого кантона Ошфельден (округ Страсбур-Кампань).
Площадь коммуны — 6,21 км², население — 587 человек (2006) с тенденцией к росту: 621 человек (2013), плотность населения — 100,0 чел/км².

## Население
Население коммуны в 2011 году составляло 618 человек, в 2012 году — 618 человек, а в 2013-м — 621 человек.
| 1962 | 1968 | 1975 | 1982 | 1990 | 1999 | 2006 | 2008 | 2011 | 2012 | 2013 |
| ---- | ---- | ---- | ---- | ---- | ---- | ---- | ---- | ---- | ---- | ---- |
| 450  | 455  | 436  | 472  | 511  | 544  | 587  | 608  | 618  | 618  | 621  |

Динамика населения:

## Экономика
В 2010 году из 399 человек трудоспособного возраста (от 15 до 64 лет) 302 были экономически активными, 97 — неактивными (показатель активности 75,7 %, в 1999 году — 75,2 %). Из 302 активных трудоспособных жителей работали 283 человека (149 мужчин и 134 женщины), 19 числились безработными (10 мужчин и 9 женщин). Среди 97 трудоспособных неактивных граждан 31 были учениками либо студентами, 46 — пенсионерами, а ещё 20 — были неактивны в силу других причин.